# Mezi horami
Mezi horami je druhé řadové album skupiny Čechomor. Vydáno bylo v roce 1996 vydavatelstvím Venkow Records. Skupina jej vydala pod názvem Českomoravská hudební společnost a některými kritiky je považováno za jejich nejlepší album. Obsahuje celkem 16 lidových písní z Čech, Moravy a také Slovenska. Skupina začala pozvolna přecházet na elektrický způsob hry.
Ukázka celého alba - Nižší kvalita, Vyšší kvalita

## Skupina
- Jiří Břenek – housle a zpěv
- František Černý – kytara a zpěv
- Jiří Michálek – harmonika
- Martin Rychta – bicí, perkuze
- Michal Pavlík – violoncello, dudy
- Karel Holas – pětistrunné housle, vystupoval jako host

## Seznam stop
1. Šimbolice (ukázka)
2. Koníčky (ukázka)
3. Zdálo sa ně zdálo (ukázka)
4. Janošek (ukázka)
5. Už som sa dozvěděl (ukázka)
6. Ja, co je to za pola (ukázka)
7. Panenka (ukázka)
8. Hop hé (ukázka)
9. Co ty ženy (ukázka)
10. Svatba (ukázka)
11. Z pulčínského kostelíčka (ukázka)
12. Mezi horami (ukázka)
13. Sobotěnka ide (ukázka)
14. Včelín (ukázka)
15. Svitaj, bože (ukázka)
16. Nepudem domů (ukázka)